# Sonderkommando Elbe

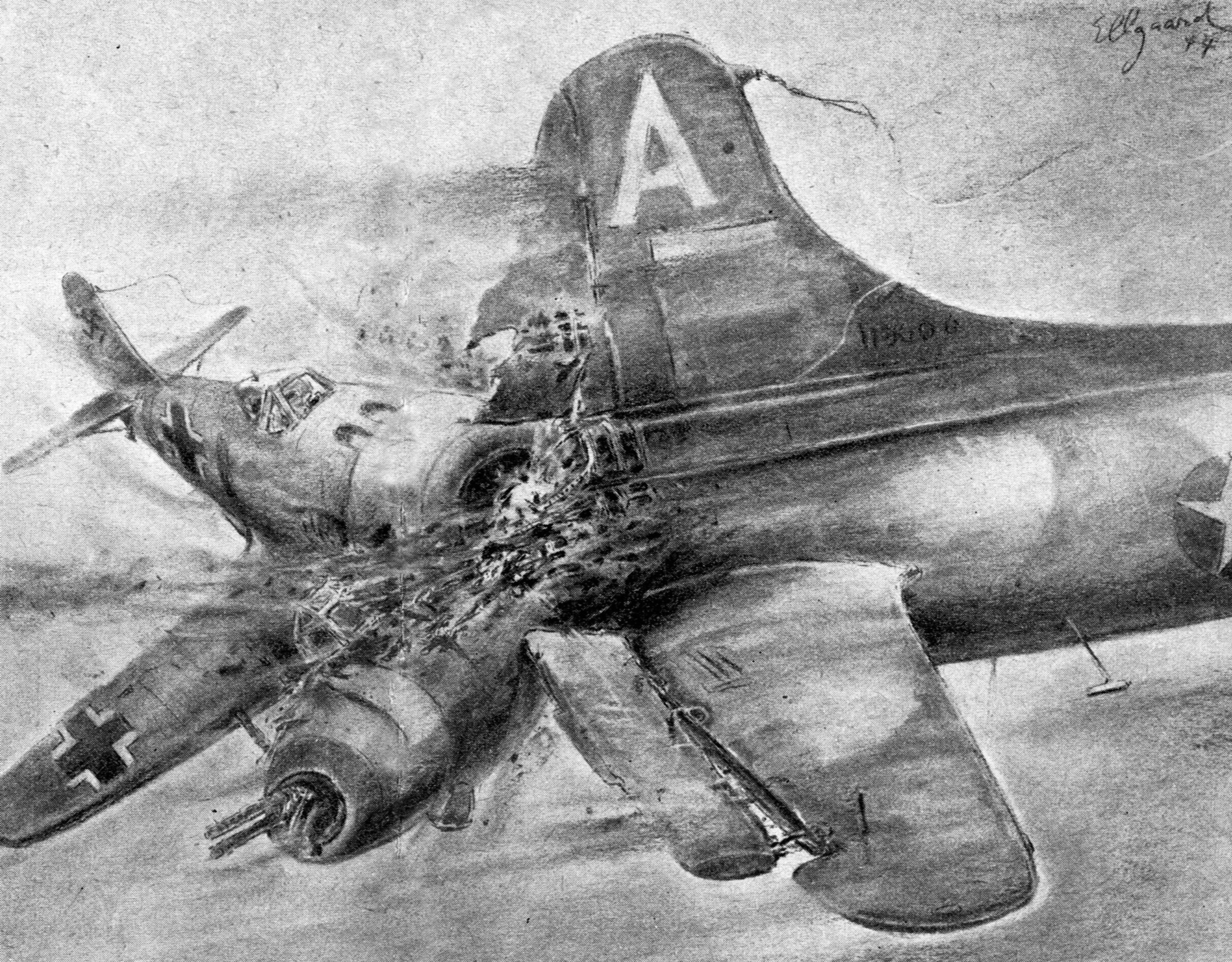
Illustration „Ich ramme“ in der Berliner Illustrirten 1944 von Helmuth Ellgaard

Das Sonderkommando Elbe (Skdo.) (auch Rammkommando Elbe) war eine Einheit der deutschen Luftwaffe in der Endphase des Zweiten Weltkrieges, aufgestellt mit dem Ziel, die Einflüge der angreifenden Bomberverbände der 8th Air Force trotz zunehmender materieller Unterlegenheit zu stoppen, zumindest aber zu reduzieren.

## Planung
Bereits im Herbst 1944 hatte der damalige Oberst Hajo Herrmann vorgeschlagen, die gegnerischen Bomber durch Rammen in der Luft zu vernichten. Seit Jahreswende 1944/45 wurden Freiwillige für einen Sondereinsatz der Jagdflieger geworben. Es wurde von 10 % Überlebenschance gesprochen. Die Bezeichnung Selbstopfer-Einsatz wurde allerdings nicht benutzt. Bei der Suche nach Piloten meldeten sich 2000 Freiwillige, von denen 300 ausgewählt wurden.
Die Meldung zu diesem Sondereinsatz erfolgte laut Angaben von Zeitzeugen ohne jeglichen Druck. Es stand jedem Freiwilligen offen, auch noch eine Stunde vor Einsatz von seiner Meldung zurückzutreten. Kein Angehöriger des Sonderkommandos hat davon Gebrauch gemacht.
Die deutschen Rammjäger unterschieden sich von den japanischen Kamikaze durch die theoretische Möglichkeit, nach dem Zusammenstoß mit dem Fallschirm auszusteigen. Das Rammen selbst war als einzige Möglichkeit vorgesehen, da die Rammflugzeuge keine Bewaffnung für längere Luftkämpfe hatten.
Im März 1945 wurde das Sonderkommando Elbe mit 300 Piloten auf dem Flugplatz Stendal-Borstel (ca. 60 km nördlich von Magdeburg) aufgestellt, um auf dem Fliegerhorst einen Schulungslehrgang zu absolvieren. Lehrgangsleiter war Major Otto Köhnke.
Das Kommando verfügte über 184 Jagdflugzeuge vom Typ Messerschmitt Bf 109. Bei den Maschinen wurden die Waffen, die Panzerung um den Pilotensitz, der Sender und anderes entfernt. Es verblieb nur ein 13-mm-Maschinengewehr mit 50 Schuss Munition. Dies geschah, um die Flugzeuge leichter und wendiger zu machen, um die Gipfelhöhe auf 10.000 m Höhe zu erweitern und um Material zu sparen.

## Einsatz
Es ist nur ein Einsatz dieses Kommandos im Rahmen des Unternehmens Werwolf bekannt, als am 7. April 1945 1.300 US-amerikanische schwere Bomber, begleitet von 700 bis 800 Jagdflugzeugen, nach Deutschland einflogen. Die deutschen Jäger starteten von den altmärkischen Fliegerhorsten Stendal, Salzwedel, Gardelegen, dem Feldflugplatz Sachau bei Gardelegen, aus Magdeburg und von sächsischen Flugplätzen.
Insgesamt wurden 23 Bomber durch Rammen zum Absturz gebracht, weitere 28 Bomber wurden durch Messerschmitt Me 262 des Jagdgeschwaders 7 abgeschossen. Bei den Luftkämpfen über dem Steinhuder Meer wurden 133 deutsche Jagdflugzeuge zerstört, 40 davon bei versuchtem oder erfolgreichem Rammen. Mehrere der deutschen Piloten sprangen mit dem Fallschirm ab.
Das Sonderkommando wurde am 17. April aufgelöst, und die Flugzeugführer wurden nach Berlin versetzt, um in der Schlacht um Berlin als Infanteristen gegen die Rote Armee zu kämpfen.

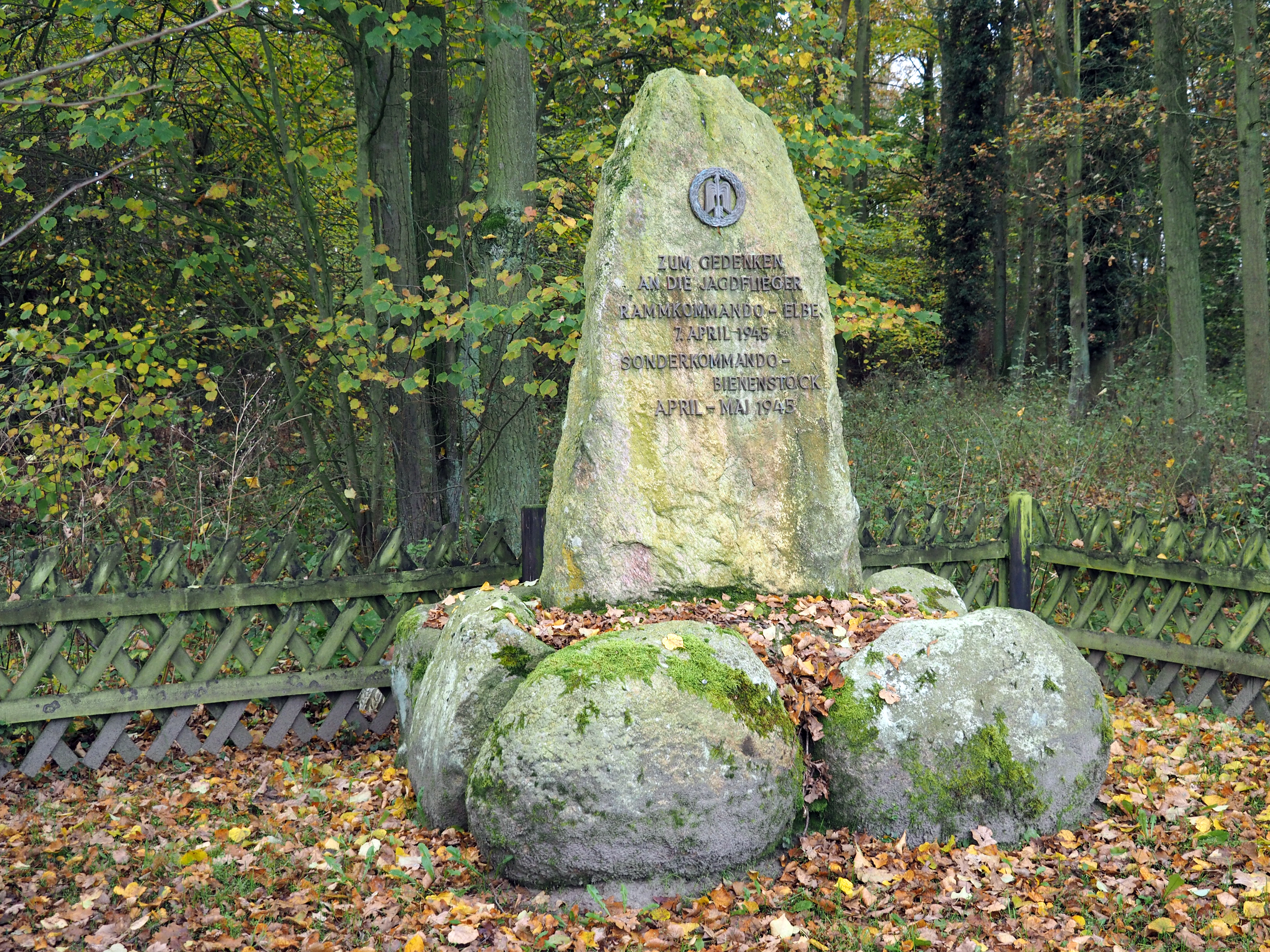
Gedenkstein nördlich von Bockelskamp, Landkreis Celle

## Gedenken
Nördlich von Bockelskamp, Gemeinde Wienhausen bei Celle befindet sich ein Gedenkstein für die Jagdflieger des Rammkommandos Elbe und des Sonderkommandos Bienenstock, den ehemalige Angehörige der Kommandos errichtet haben.

## Film
Christoph Weber (Regie): Das letzte Aufgebot – Hitlers Todespiloten. Dokumentarfilm mit Interviews von Überlebenden, Deutschland (WDR), 2005, 52 Min.